# Frida Kern

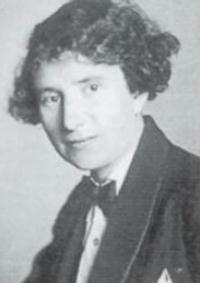
Frida Kern, Porträtfoto

Frida Kern (* 9. März 1891 in Wien; † 23. Dezember 1988 in Linz) war eine österreichische Komponistin und Dirigentin. 

## Leben
Frida, geb. Seitz, war die älteste von vier Geschwistern und übersiedelte mit ihren Eltern, Wilhelm und Hermine Seitz im Jahr 1896 nach Linz. Dort heiratete sie 1909 im Alter von 18 Jahren den Bankbeamten Max Kern.
Nach der Erholung von einer Typhuserkrankung begann sie mit finanzieller Hilfe ihrer Eltern von 1912 bis 1914 an der Musikakademie Wien zu studieren. Im Jahr 1923 setzte sie ihr Musikstudium bei Franz Schmidt (Komposition) und Robert Heger (Dirigieren) fort. Weitere Lehrer waren Dirk Fock, Eusebius Mandyczewski und Alexander Wunderer. Im Jahr 1927 schloss sie mit dem Examen in Komposition und Kapellmeisterfach ab und war danach als freischaffende Komponistin tätig.  Sie gründete eine Damenkapelle, mit der sie auf Tournee durch Europa und Nordafrika ging. Die von ihr komponierten Werke wurden im Radio und bei Konzerten gespielt.
Zum 1. April 1933 beantragte sie die Aufnahme in die NSDAP, konnte aber wegen des Parteiverbots nicht mehr aufgenommen werden. Ende des Jahres unterbrach sie den Kontakt zur Partei. Ein Aufnahmeantrag nach dem Anschluss Österreichs wurde deswegen 1939 abgelehnt. In den Jahren 1943 bis 1945 wurde sie als Lektorin an die Universität Wien berufen und unterrichtete dort Harmonielehre, Kontrapunkt, Formenlehre und Instrumentenkunde.
Als sie nach dem Krieg rehabilitiert wurde, erhielt sie im Jahr 1960 den Professorentitel und wurde Vizepräsidentin beim Oberösterreichischen Künstlerbund. Sie war unter anderem auch Mitglied der Innviertler Künstlergilde.
Ihr Nachlass befindet sich in der Österreichischen Nationalbibliothek.

## Ehrungen
- 1942: Gaukulturpreis Oberdonau
- 1995: Benennung des Kernweges in Linz[6]